# کتابخانه و اسناد ملی مصر

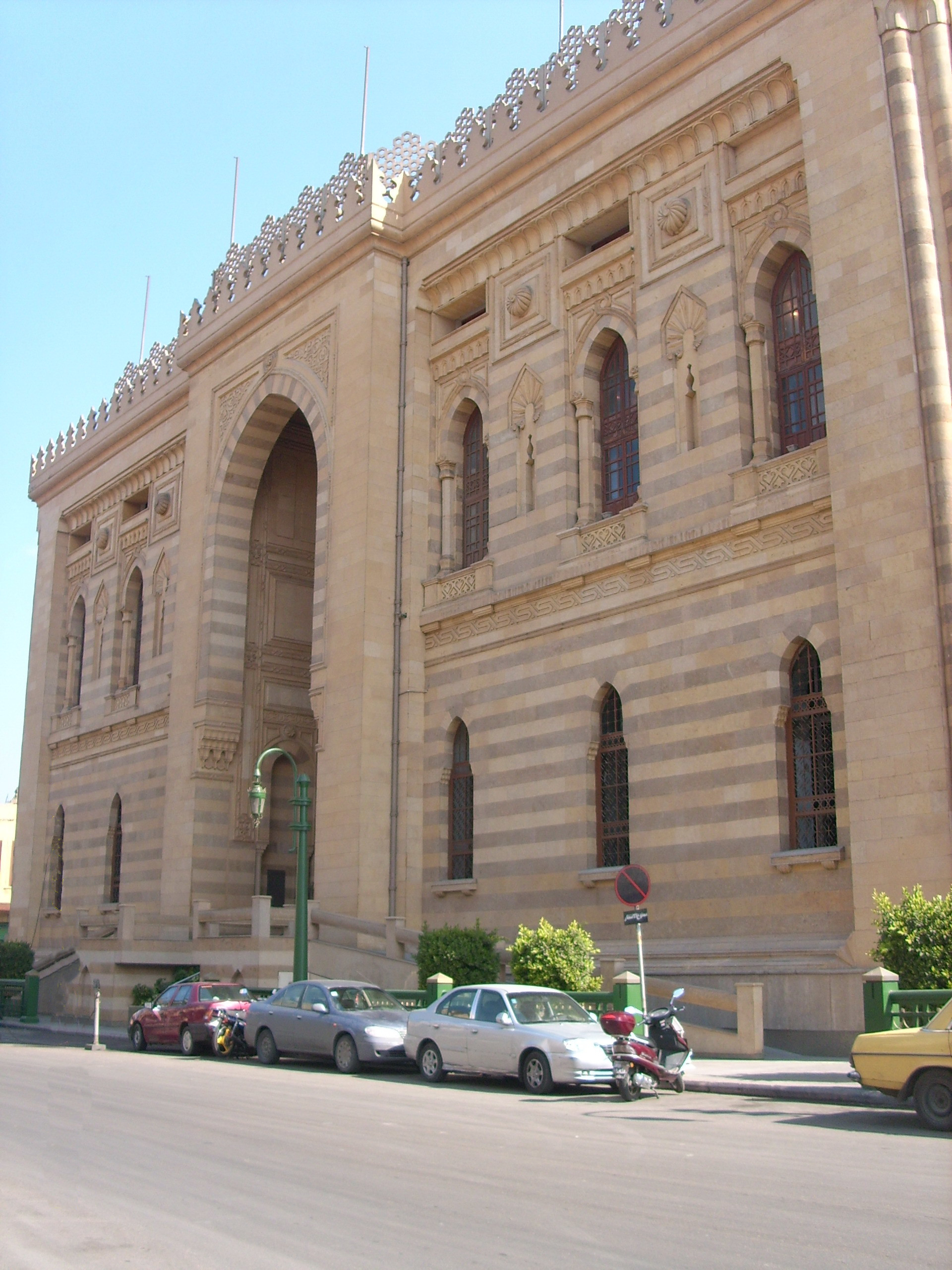
Egyptian National Library and Archives or Dar Al-Kottob Al-Masryyia - Bab al-Khalq - Cairo

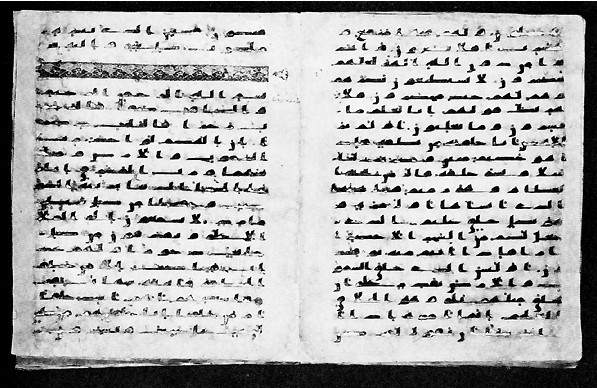
نسخه خطی قرآن از آیات ۷۲ تا ۸۳ سوره یس و آیات ۱ تا ۱۴ سوره صافات که در کتابخانه و اسناد ملی مصر واقع در قاهره نگهداری می‌شود.

کتابخانه و اسناد ملی مصر (عربی: دارالکتب والوثائق القومیة) ساختمانی است که در آن کتاب‌های دست‌نوشته قدیمی و اسنادی ملی مصر نگهداری می‌شود. این خانهٔ کتاب حاوی ۵۷ هزار نسخه خطی است. بزرگ‌ترین کتابخانه مصر است و پس از آن کتابخانه الازهر و کتابخانه جدید اسکندریه قرار دارد.
سال ۱۸۷۰ با تلاش علی پاشا مبارک وزیر معارف در دوران پادشاهی اسماعیل پاشا و به مصوبهٔ به تاریخ ۱۲۸۶/۱۸۷۰ (میلادی)م تأسیس شد و هدف آن "جمع‌آوری نسخه‌های خطی سلاطین، علما و … " مصری بود که در خانه مصطفی فاضل پاشا نگهداری می‌شد. اما با ازدیاد محتویات و کوچکی محل نگهداری خانهٔ مذکور سال ۱۹۰۳ به ساختمان جدیدی در میدان باب‌الخلق منتقل شد و اوایل سال ۱۹۰۴م افتتاح شد. سال ۱۹۶۱م به دلیل تنگی ساختمان قدیمی ساخت ساختمان جدیدی در بلوار ساحلی نیل-رمله بولاق آغاز شد و انتقال کتاب به ساختمان جدید از سال ۱۹۷۳م شروع شد و سال ۱۹۷۷م افتتاح شد.